# Filemon Wesselink
Filemon Wesselink (Warnsveld, 24 maart 1979) is een Nederlandse verslaggever en presentator.

## Biografie
Wesselink groeide op in de Zutphense Nieuwstad, waar zijn ouders een beddenspeciaalzaak hadden. Inmiddels heeft een broer van hem die overgenomen. Het gezin verhuisde naar een boerderij in Vorden. Na de havo aan de Vrije School in Zutphen ging Wesselink naar de AKI, voor 1980 voluit genoemd de Academie voor Kunst en Industrie, in Enschede, Afdeling Mediakunst. Het studentenhuis in Enschede waarin hij woonde werd verwoest tijdens de vuurwerkramp. Later belandde hij bij de interne radio-opleiding van BNN, waar hij werd opgeleid tot verslaggever.
Op 6 mei 2002 was Wesselink de laatste persoon die een (radio)interview met politicus Pim Fortuyn had. Toen Fortuyn na een radioprogramma op Radio 3FM het pand uitliep, stelde Wesselink nog een paar vragen. Schrijver Tomas Ross refereert in zijn boek De marionet aan dit interview. Enkele minuten later werd de politicus vermoord. Toevalligerwijs was Wesselink ook nog getuige van de arrestatie van Volkert van der Graaf, de moordenaar van Pim Fortuyn, waar hij eveneens geluidsopnames van maakte. Enige uren later zat hij als studiogast in de rechtstreekse televisie-uitzending over de aanslag en stelde Maartje van Weegen hem enkele vragen over het interview met en de aanslag op Fortuyn en de arrestatie van de dader. De volgende dag was hij, met zijn geluidsopnamen, te horen in het Radio 1-programma 'BNN United'.
In 2004 kwam Wesselink op de televisie met het programma I Love the Betuwe, om de Betuwe aan te prijzen. 2005 betekende voor Wesselink de definitieve doorbraak op tv, hij presenteerde namelijk onder meer het Wereldkampioenschap voetbal onder 20, BNN University en Try Before You Die. In dat jaar werd Wesselink ook de vaste verslaggever van het NPO 3FM-programma Wout! van Wouter van der Goes.
In het najaar van 2005 begon Wesselink met Sophie Hilbrand mee te werken aan het programma Spuiten en slikken, waarin allerlei zaken betreffende seks en drugs behandeld werden. Wesselink testte als ervaringsdeskundige hiervoor iedere aflevering een andere drug, zoals drank, cocaïne, lsd en paddo's. Gebruik van de zeer verslavende drug heroïne ging hem echter te ver. Op 21 mei 2008 deed Wesselink verslag van een actie van stichting Legalize! en schrijver Hans Plomp tegen het verbod op paddo's. De beelden werden later uitgezonden in Spuiten en Slikken.
Tijdens het WK voetbal 2006 deed Wesselink samen met Sophie Hilbrand vanuit de 'Oranjecamper' verslag voor Radio 1, NPO 3FM en de site wk.bnn.nl. Verder heeft hij een wekelijkse column in Viva en maakte hij zijn acteerdebuut in de Nederlandse horrorfilm Complexx. In het najaar van 2006 presenteerde hij samen met Sophie Hilbrand het verkiezingsprogramma Lijst 0.
In 2008 was Wesselink te zien in het BNN-programma Crazy 88. Ook was hij te gast in het Tros-programma De Zomer Voorbij van Jan Smit.
In 2009 verschenen er twee boeken van zijn hand, Voor de vrouwtjes en Een neus voor wijn. Vanaf oktober 2009 was Wesselink de presentator van het BNN-programma Nu we er toch zijn, hij was daarmee de opvolger van Eddy Zoëy.
Wesselink is een wielersportliefhebber. Hij volgt naar eigen zeggen bijna alles. Tijdens de Tour de France 2008 besprak hij in de radioshow van Coen Swijnenberg en Sander Lantinga elke etappe, en gaf er zijn eigen draai aan. Hetzelfde deed hij in het AD tijdens de Tour. Verder was Wesselink bij Holland sport, van Wilfried de Jong, te gast. Daarin ging het over juichen. Daar verklaarde hij ook dat hij vrijwel elke wielerkoers volgt. Datzelfde deed hij een half jaar eerder bij De avondetappe van Mart Smeets. Sinds mei 2011 heeft Wesselink bovendien een vaste column in tijdschrift Wieler Revue.
Vanaf augustus 2010 was Wesselink medepresentator naast Paul de Leeuw in de late-avondshow MaDiWoDoVrijdagshow. De show behaalde niet de gehoopte resultaten waarna in januari enkele aanpassingen kwamen. Bij de vernieuwde opzet werd Filemons rol kleiner; hij deed iedere dag verslag vanaf een locatie. Alleen in de laatste aflevering in mei was hij nog (voor het laatst) naast De Leeuw te zien in de studio.
Van september 2012 tot december 2013 presenteerde Wesselink het programma De Wereld van Filemon op Radio 1 in de nacht van zaterdag op zondag. Toen BNN met de VARA fuseerde werd zijn vaste contract ontbonden en ging hij verder als freelancer.
In mei 2017 besloot Wesselink abrupt om te stoppen met zijn tv-programma Filemon Slaat Door, mede omdat hij de steun van zijn familie en vrienden verloor. In de grote finale van de show zou hij kickboksen tegen tv-collega Ajouad El Miloudi maar één week ervoor zette hij een streep door de show. De laatste Filemon Slaat Door trok zondagavond 28 mei 141.000 kijkers (3,1 procent) naar NPO 3.
Tijdens de Tour de France 2017 was Wesselink te zien in Tour du Jour als reporter ter plaatse en kwam zijn documentaireserie uit: Filemon op de Wallen.
In 2019 presenteerde Wesselink de documentaireserie Vreemdgaan met Filemon, waarin hij vragen onderzoekt als 'hoe zijn we monogaam geworden en waarom zijn we zo gehecht aan monogamie?', 'waarom gaan we vreemd?', 'waarom zijn we  jaloers?' en 'welke alternatieve (non-monogame) relatievormen zijn er?'.
In 2021 en 2022 presenteerde hij het programma Filemon en de complotten, waarin hij zich verdiepte in de wereld van de complotten.

## Autisme
Begin 2017 presenteerde hij de documentaireserie Het is hier autistisch! bij BNN, waarin hij niet alleen mensen met autisme opzoekt en het over deze diagnose in het algemeen heeft, maar ook zijn eigen diagnosetraject vastlegt. Aan het begin van de serie gaf hij aan al langer te vermoeden dat hij zelf autistisch is. In de laatste aflevering kreeg hij inderdaad de diagnose. Begin 2018 presenteerde Wesselink een tweede seizoen over autistische mensen.

## Privé
Wesselink heeft drie kinderen: een dochter en twee zoons.